# Wielkopolski Związek Piłki Nożnej
Wielkopolski Związek Piłki Nożnej (w skrócie WZPN) – organ terenowy Polskiego Związku Piłki Nożnej, założony 20 stycznia 1913 jako Związek Polskich Towarzystw Sportowych na Rzeszę Niemiecką. 14 marca 1920 zmienił nazwę na Poznański Związek Okręgowy Piłki Nożnej, aby była ona zgodna ze statutem PZPN. Od 3 czerwca 2000 obowiązuje nazwa Wielkopolski Związek Piłki Nożnej. Jeden z 16 wojewódzkich związków piłki pożnej w Polsce, zarządzający rozgrywkami piłkarskimi w województwie wielkopolskim.

## Historia
- 20 stycznia 1913 – utworzono Związek Polskich Towarzystw Sportowych na Rzeszę Niemiecką (ZPTS), a założycielami były trzy kluby: Warta, Posnania i Ostrovia Ostrów Wielkopolski. Pierwszym prezesem został wybrany Czesław Palluth.
- 14 marca 1920 – ZPTS zmienił nazwę na Poznański Związek Okręgowy Piłki Nożnej, a jego prezesem był wówczas Franciszek Rotnicki. Zmiana nazwy wynikała z konieczności dostosowania się do wymogów PZPN (podawana dotychczas data założenia związku - 1921 r. - jest błędna. Zygmunt Górecki, uważany dotąd za pierwszego prezesa, został nim w 1921 r.).
- w sierpniu 1921 r. – Poznański ZOPN zrzeszał 25 klubów, w tym 8 z Poznania: AZS, Pogoń, Posnania, TS Przyjaciele Sportu, Unia, Warta, Wisła i Zorza. Pozostałe to: Polonia Bydgoszcz, KS Chodzież, Stella Gniezno, WKS Grudziądz, Victoria Jarocin, Prosna Kalisz, TG Kartuzy, Polonia i Pogoń Leszno, Ostrovia Ostrów Wielkopolski, Prosna Pleszew, Polonia Środa Wielkopolska, Polonia Kępno, Czarni i Sokół Toruń, KS Tuchola oraz Unitas Wolsztyn.
- 20 marca 1923 – na mocy uchwały Walnego Zgromadzenia PZPN, z powodu utworzenia Toruńskiego ZOPN – przekazano w jurysdykcję nowo utworzonemu związkowi kluby zrzeszone dotąd w Poznańskim ZOPN, których siedziba mieściła się w okręgu toruńskim. Były to: Polonia Bydgoszcz, Wojskowy KS Grudziądz, Powiwoj Grudziądz, KS Kartuzy, Torunia Toruń, Czarni Toruń, TKS Toruń, Sokół Toruń oraz Goplania Inowrocław. Natomiast Prosna Kalisz przeszła do Łódzkiego ZOPN.
- 11 maja 1923 – związek, na łamach swego organu – tygodnika „Sportowiec” ogłosił uroczyste obchody jubileuszu dziesięciolecia powstania Poznańskiego ZOPN i z tej okazji zorganizował mecz Poznań – Warszawa.
- 17 stycznia 1937 – wskutek uregulowań statutowych, zgodnie z ogólnokrajowymi zasadami tworzenia nazw związków, Poznański ZOPN przekształcił się w Poznański OZPN.
- 23 lipca 1939 – na skutek reformy administracyjnej kraju przyjęto kluby podokręgu kaliskiego, przyłączonego uchwałą Walnego Zgromadzenia PZPN do okręgu poznańskiego. Przyjęto: do ligi okręgowej Bielarnię Kalisz, do klasy A TUR Kalisz i SPAW Kalisz, a do klasy B Makabi Kalisz i Gwiazdę Kalisz.
- 6 marca 1945 – odbyło się pierwsze powojenne zebranie działaczy Poznańskiego OZPN, reaktywujące jego działalność po przerwie spowodowanej wybuchem II wojny światowej.
- 18 lutego 1951 – utworzono komisję likwidacyjną związku, który stracił osobowość prawną, równolegle powołano Sekcję Piłki Nożnej Wojewódzkiego Komitetu Kultury Fizycznej.
- 13 stycznia 1957 – reaktywowano Poznański Okręgowy Związek Piłki Nożnej.
- 1 stycznia 1974 – po kolejnej reorganizacji polskiego sportu POZPN przyjął nazwę Sekcja Piłki Nożnej Wojewódzkiej Federacji Sportu w Poznaniu.
- 1976 r. – po reformie administracyjnej, rozpadł się na pięć związków wojewódzkich: Kaliski, Koniński, Leszczyński, Pilski i Poznański.
- 3 czerwca 2000 – w efekcie nowego podziału administracyjnego kraju powołano Wielkopolski Związek Piłki Nożnej, w jego skład weszły dotychczasowe OZPN w Poznaniu, Kaliszu, Koninie, Lesznie i Pile.
- 6 sierpnia 2016 – prezesem WZPN został wybrany Paweł Wojtala[1].

## Rozgrywki
- 18 maja 1913 – meczem Posnania – Warta rozpoczęły się, zorganizowane przez związek, pierwsze mistrzostwa Wielkopolski w klasie I. Kolejna ich edycja rozpoczęła się w lutym 1914 r. i odbywała się w klasie I i II. Rozgrywki zostały jednak przerwane z powodu wybuchu I wojny światowej.
- 31 sierpnia 1919 – meczem Posnania – Ostrovia wznowiono mistrzostwa okręgu poznańskiego w klasie I, ich organizatorem był Związek Polskich Towarzystw Sportowych.
- 2 maja 1920 – meczem Warta – Posnania rozpoczęły się zorganizowane przez Poznański ZOPN eliminacje okręgowe pierwszych mistrzostw Polski, w ramach tzw. „klasy A”, które w czerwcu zostały przerwane z powodu wojny polsko-radzieckiej.
- od 1920 r. rozgrywki klasy A Poznańskiego ZOPN odbywały się w ramach mistrzostw Polski. W kolejnych latach rozgrywki odbywały się w klasach A, B i C. (Zobacz: Mistrzowie Kl.A). W sezonie 1936/37 klasę A zastąpiła Liga Okręgowa.
- w latach 1921–1926 mistrz okręgu poznańskiego startował wraz z mistrzami innych okręgów w turnieju finałowym mistrzostw Polski. W 1927 r. utworzono Ligę (dzisiejszą Ekstraklasę), a jednym z jej założycieli była Warta Poznań. Uczestniczyła ona w rozgrywkach Ligi nieprzerwanie w latach 1927–1939. W latach 1928–1939 mistrz klasy A, a później poznańskiej Ligi Okręgowej, rywalizował w walce o awans do Ligi. (Zobacz: Okręgowe rozgrywki w piłce nożnej w okresie międzywojennym)
- Po II wojnie światowej rozgrywki ekstraklasy wznowiono w 1948 r., wzięły w nich udział Warta Poznań i |Lech Poznań. Rok później zainaugurowano rozgrywki ówczesnej II ligi z udziałem Ostrovii Ostrów Wlkp. Struktura rozgrywek okręgowych zmieniała się odtąd bardzo często. (Zobacz: Wykaz mistrzów w rozgrywkach regionalnych Wielkopolskiego Związki Piłki Nożnej).

## Prezesi
- 1913–1914 – Czesław Palluth
- 1914–1914 – Marian Beym
- 1914–1915 – Czesław Sparty
- 1917–1921 – Franciszek Rotnicki
- 1921–1922 – Zygmunt Górecki
- 1922–1923 – Alfons Krajna
- 1923–1925 – Kazimierz Donat
- 1925–1926 – Wacław Wrześniewicz
- 1926–1928 – Kazimierz Żymalski
- 1928–1928 – Kazimierz Donat
- 1928–1929 – Czesław Sparty
- 1929–1936 – Maksymilian Stürmer
- 1936–1939 – Bogusław Seydlitz
- 1945–1946 – Bogusław Seydlitz
- 1946–1953 – Wacław Jonsik
- 1953–1957 – Bolesław Wichniarek
- 1957–1962 – Wacław Jonsik
- 1962–1971 – Jan Śledziejowski
- 1971–1973 – Stanisław Konieczny
- 1974–1975 – Marian Cegła
- 1975–1977 – Bogdan Zeidler
- 1977–1981 – Ryszard Ćmielewski
- 1981–1984 – Bogusław Boczarski
- 1984–1997 – Marian Kustoń
- 1997–2000 – Stanisław Butka
- 2000–2016 – Stefan Antkowiak
- od 2016 – Paweł Wojtala

## Sukcesy
- mistrzostwo Polski – 1929 Warta Poznań trener: Béla Fűrst, 1947 Warta Poznań trener: Károly Fogl, 1983 Lech Poznań trener: Wojciech Łazarek, 1984 Lech Poznań trener: Wojciech Łazarek, 1990 Lech Poznań trenerzy: Jerzy Kopa i Andrzej Strugarek, 1992 Lech Poznań trener: Henryk Apostel, 1993 Lech Poznań trener: Roman Jakóbczak, 2010 Lech Poznań trener: Jacek Zieliński, 2015 Lech Poznań trener: Maciej Skorża
- Puchar Polski – 1983 Lech Poznań trener: Wojciech Łazarek, 1984 Lech Poznań trener: Wojciech Łazarek, 1984 Lech Poznań trener: Grzegorz Szerszenowicz, 1998 Amica Wronki trener: Wojciech Wąsikiewicz, 1999 Amica Wronki trener: Stefan Majewski, 2000 Amica Wronki trener: Stefan Majewski, 2004 Lech Poznań trener: Czesław Michniewicz, 2005 Dyskobolia Grodzisk trener: Dušan Radolský, 2007 Dyskobolia Grodzisk trener: Maciej Skorża, 2009 Lech Poznań trener: Franciszek Smuda
- Puchar Ligi - 2007 Dyskobolia Grodzisk trener: Maciej Skorża, 2008 Dyskobolia Grodzisk trener: Mirosław Jabłoński
- I liga (aktualnie ekstraklasa) – w rozgrywkach uczestniczyło 6 zespołów: Amica Wronki, Dyskobolia Grodzisk, Lech Poznań, Olimpia Poznań, Sokół Pniewy i Warta Poznań.
- W barażach o wejście do I ligi uczestniczyły: Legia Poznań (9x), HCP Poznań(3x) i Pogoń Poznań(1x).
- II liga (aktualnie I liga) – poza klubami które grały w ekstraklasie w rozgrywkach uczestniczyło 5 kolejnych zespołów: Aluminium Konin, Calisia Kalisz, Ostrovia Ostrów Wielkopolski, Polonia Leszno i Tur Turek.
- Awans do II ligi wywalczyły, lecz nie przystąpiły do rozgrywek 2 zespoły: Kania Gostyń i Kotwica Kórnik.

## Okręgi
- Kalisz (założony w 1971 r.) obejmuje powiaty: kaliski, pleszewski, jarociński, krotoszyński, ostrowski, ostrzeszowski, kępiński
- Konin (założony w 1964 r.) obejmuje powiaty: koniński, kolski, słupecki, turecki, wrzesiński
- Leszno (założony w 1961 r.) obejmuje powiaty: leszczyński, kościański, wolsztyński, gostyński, rawicki
- Ostrów Wlkp. (założony w 1958 r.) – nie istnieje
- Piła (założony w 1963 r.) obejmuje powiaty: pilski, złotowski, chodzieski, czarnkowsko-trzcianecki, wągrowiecki
- Poznań – kluby działające w powiatach: poznańskim, gnieźnieńskim, grodziskim, nowotomyskim, międzychodzkim, obornickim, szamotulskim, śremskim, średzkim oraz w mieście Poznaniu podlegają bezpośrednio pod WZPN